# Nathalie Brocker
Nathalie Brocker (* 31. März 1980 in Luxemburg (Stadt)) ist eine luxemburgische Schauspielerin. 

## Leben
Nathalie Brocker studierte an der Grande École ISEG in Straßburg Kommunikation & Werbung. Zunächst hatte sie Statistenrollen wie etwa in Don't look back an der Seite von Sophie Marceau und Monica Bellucci. 2001 spielte sie in CQ von Roman Coppola eine Vampir-Darstellerin, bevor sie 2007 ihre bisher einzige Hauptrolle als Prinzessin Diana in dem Film Der Mord an Prinzessin Diana erhielt. Nach Beendigung des Films widmete sie sich ihrem Master-Studiengang an der Universität Paul Verlaine in Metz im Bereich Deutsch-Französisches Management.

## Filmografie
- 2001: CQ
- 2003: The Emperor's Wife
- 2007: Der Mord an Prinzessin Diana (Interpretando a Diana)
- 2008: Bride Flight
- 2009: Don't Look Back